# مارکو سیمئونوویچ
مارکو سیمئونوویچ (انگلیسی: Marko Simeunovič؛ زادهٔ ۶ دسامبر ۱۹۶۷) یک بازیکن فوتبال اهل اسلوونی است.
وی همچنین در تیم ملی فوتبال اسلوونی بازی کرده‌است.